# نيفيل فوستر
نيفيل فوستر (28 سبتمبر 1890 في المملكة المتحدة - 8 يناير 1978 في المملكة المتحدة) هو لاعب كريكت ماليزي. لعب مع نادي مقاطعة ورسسترشاير للكريكيت ‏.